# Luftstøtte
Luftstøtte er i militær terminologi en betegnelse for bistand fra luftbårne styrker (fly eller helikoptere) til styrker på jorden i kamp mod fjendtlige mål. Luftstøtte betegnes også CAS efter engelsk close air support.
Luftstøtte blev anvendt første gang under 1. verdenskrig, hvor radiokommunikation muliggjorde koordinering mellem land- og luftstyrker. 